# NGC 5248

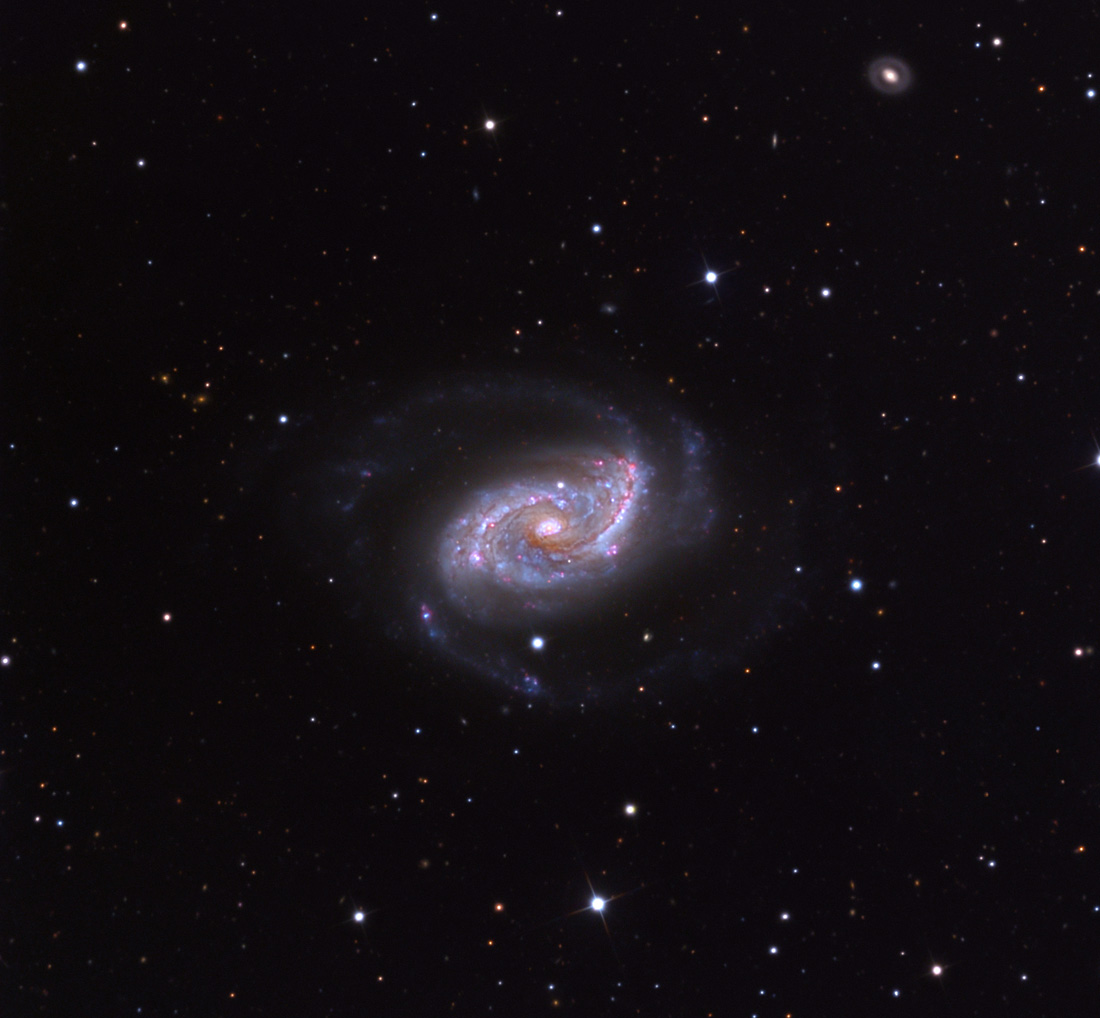
NGC 5248 (Mount Lemmon SkyCenter)

Regione interna di NGC 5248 ripresa con lo strumento MUSE del VLT

NGC 5248 (nota anche come C 45) è una galassia a spirale barrata visibile nella costellazione del Boote; è stata scoperta da William Herschel nel 1784.

## Osservazione
Si individua circa 9° a ESE della stella Vindemiatrix, una gigante gialla appartenente alla costellazione della Vergine; la regione di cielo in cui si trova è in realtà povera di stelle appariscenti. Può essere scorta anche con un telescopio amatoriale da 114 mm, se il cielo è in ottime condizioni atmosferiche.
La galassia si trova a circa 9° dall'equatore celeste; ciò comporta che sia facilmente osservabile da entrambi gli emisferi celesti, senza rilevanti differenze. Gli osservatori dell'emisfero nord sono leggermente più avvantaggiati. Il periodo più adatto per la sua osservazione nel cielo boreale va da marzo ad agosto.

## Caratteristiche
NGC 5248 presenta un nucleo brillante attraversato da una barra molto appariscente, da cui partono due bracci di spirale principali piuttosto deboli, più altri bracci secondari; si stima che il suo diametro sia di 123.000 anni luce, con una massa di 140 miliardi di Soli. Tende ad allontanarsi dalla Via Lattea con una velocità pari a 1156 km/s.

### Opere generali
- (EN) Stephen James O'Meara, Deep Sky Companions: The Caldwell Objects, Cambridge University Press, 2003, ISBN 0-521-55332-6.
- A. De Blasi, Le stelle: nascita, evoluzione e morte, Bologna, CLUEB, 2002, ISBN 88-491-1832-5.

### Carte celesti
- Tirion, Rappaport, Lovi, Uranometria 2000.0 - Volume I - The Northern Hemisphere to -6°, Richmond, Virginia, USA, Willmann-Bell, inc., 1987, ISBN 0-943396-14-X.
- Tirion, Sinnott, Sky Atlas 2000.0, 2ª ed., Cambridge, USA, Cambridge University Press, 1998, ISBN 0-933346-90-5.
- Tirion, The Cambridge Star Atlas 2000.0, 3ª ed., Cambridge, USA, Cambridge University Press, 2001, ISBN 0-521-80084-6.